# Думбия, Камори
Камори́ Думбия́ (фр. Kamory Doumbia; родился 18 февраля 2003) — малийский футболист, полузащитник клуба «Брест» и сборной Мали.

## Клубная карьера
В июле 2021 года подписал контракт с резервной командой футбольного клуба «Реймс». 19 декабря 2021 года дебютировал в основном составе «Реймса» в матче Кубка Франции против клуба «Реймс Сент-Анн». 9 января 2022 года дебютировал во французской Лиге 1 в матче против «Клермона». 14 мая 2022 года в матче чемпионата против «Сент-Этьена» забил свой первый гол за «Реймс» после передачи Юго Экитике.

## Карьера в сборной
В июне 2022 года получил вызов в сборную Мали на матчи против сборных Республики Конго и Южного Судана. 23 сентября 2022 года дебютировал за сборную Мали в товарищеском матче против сборной Замбии.